# Rédemption (Lennox)
Pour les articles homonymes, voir Rédemption (homonymie).
Rédemption (The Carpenter), publié en 2012, est un roman de l'écrivain canadien anglophone Matt Lennox.

## Résumé
L'action principale se déroule en 1980 dans une petite ville de l'Ontario (Canada), non loin de Toronto : North Bay, Echo Point, Lac Louise, Lac Kissinaw, Indian Lake, mais aussi New Liskeard et Hearst (Ontario).
Lee revient dans la petite ville de sa famille, pour assister un peu sa mère, en phase terminale de cancer du poumon, et prendre un emploi de charpentier proposé par son beau-frère auprès d'un petit entrepreneur. 
Il sort d'un semestre de probation à Toronto, et surtout de dix-sept années de prison, sur une condamnation de vingt ans, pour un crime commis dans cette même ville. Il est évidemment suivi (de loin) par un agent de libération conditionnelle.
Son arrivée est raisonnablement mal perçue par certains, dont des policiers.
Dès la première semaine, une jeune femme est découverte morte suicidée dans sa voiture par un policier retraité, celui-là même qui a procédé à l'arrestation de Lee en 1962.
Une rédemption est possible quand Lee et Helen se rencontrent, et quand Peter et Emily fusionnent. Mais ces quatre individus sont également pris dans d'autres sphères, dans d'autres éventuelles catastrophes.
Personne n'ose révéler exactement ce qui s'est passé en 1962. Stan enquête, à la limite de ses droits, sur le suicide de Judith, et constitue le seul centre moral du roman. La religion présente est devenue une sorte de repoussoir pour Peter. La fatalité ?

## Personnages
- Leland King, Lee, parfois Mister Man, (1938-), en prison de 1962 à 1979, en libération conditionnelle depuis près d'un an, dont six mois à Toronto, de retour au pays
  - Wade Larkin, son agent de libération conditionnelle, artisan charpentier
  - M. Yoon, propriétaire de la studette qu'il lui loue au-dessus de sa supérette
  - Irène King, sa mère, en phase terminale de cancer du poumon, suivie par le Dpcteur Vijay
  - X King, son père, depuis longtemps (vers 1945) mort au troisième infarctus
  - Donna, sa sœur
    - Peter (1962-), Pete, qui vient de lâcher le lycée, et travaille à la station service Texaco (de Duane et Caroline), et paie un loyer à son beau-père
    - Barry, son mari, pasteur
    - John et Luke (8 ans), leurs deux enfants

  - Joe Holmes, et Dave Dempsey (la violence aveugle), co-prisonniers lors de la mutinerie de 1971
- Helen, serveuse à l'"Owl Café", nouvelle venue au pays, amoureuse de Lee Œil-de-velours
- Emily Casey, lycéenne, pianiste (y compris de morceaux d'Erik Satie)
  - Louise, sa jeune sœur
  - Frank Casey, son père, policier
  - Mary Casey, sa mère
  - Stanley Stan Maitland, père de Mary, ancien policier, retraité depuis ses 62 ans, son épouse décédée Edna, son chien Cassius
    - Dick Shannon (56 ans, policier, 38 ans de métier), Terry Fox, Huddy Philipps : amis de Stan

  - Nancy, Samantha : ses amies
  - Billy, amoureux d'Emily, puis rival de Peter
  - Roger, et sa bande de copains lycéens, joueurs de crosse, bande de gosses trop gâtés
- Clifford Murray, entrepreneur en bâtiment (rénovation), employeur de Lee
  - Bud, collègue de Lee, mort lors du naufrage de la barge dans la tempête sur le lac
  - Sylvain, québécois, collègue de Lee, hostilité joviale
- Simon Grady, handicapé rescapé du massacre de 1962 (la vieille histoire de Lee)
  - son frère hockeyeur Arthur Grady
  - leur père, le vieux M. Arthur Grady (p. 45)
- Judy Lacroix, morte suicidée dans sa voiture
  - Eleanor, Ellie, sa sœur, 29-30 ans
  - Aurel Lacroix, leur mère
  - Darien Lacroix, leur oncle (et Rémy, l'autre oncle), dernier condamné à mort du canton
- Speedy Willis John Simmons, ancien copain de Lee (avec Jim Robichaud, Terry Lachan, etc), soudeur et rabatteur
  - Colin Gilmore, l'organisateur de la bande et du braquage de la banque "National Trust"
    - Arlene Reynolds, nièce d'Alec Reynolds (hospitalisé), amie de Colin, travaillant au "North Star"

  - Maurice, le costaud de la bande
- Autres : Pete et Sheila Adams, Roland Poirier, Len Gleber, Bill Finley...

## Accueil
Le lectorat francophone apprécie, ce roman noir étourdissant : Rien n’est joué d’avance, et la question du texte reste celle du libre-arbitre. L’idée de fatalité est trop facile. Tout est question de choix, faits ou non, de décisions, prises au bon ou au mauvais moment. Tout est tendu, sur le fil, jamais serein. Il y a la peur, la honte, le regard des autres, la morale ambiante, la bien-pensance hypocrite.